# Liste der Countys in Kalifornien
Der US-Bundesstaat Kalifornien ist heute in 58 Countys aufgeteilt. Diese sind für alle Wahlen, Vermögenssteuern, öffentliche Beurkundungen und die lokale Rechtsprechung zuständig. Zudem setzt es den Sheriff als Polizeiorgan ein, der außerhalb der selbständigen Städte für die Durchsetzung des Gesetzes zuständig ist. In San Francisco sind Stadt- und Countyverwaltung zusammengelegt. Der Countysheriff ist vorwiegend noch für die Verwaltung des Gefängnisses zuständig.
Kaliforniens Kurzzeichen ist CA und der FIPS-Code ist 06.

## Einrichtung der ersten Countys von Kalifornien
Am 4. Januar 1850 schlug die Verfassungskommission von Kalifornien die Schaffung von 18 Countys vor. Diese ersten Countys waren Benicia, Butte, Fremont, Los Angeles, Mariposa, Monterey, Mount Diablo, Oro, Redding, Sacramento, San Diego, San Francisco, San Joaquin, San Jose, San Luis Obispo, Santa Barbara, Sonoma und Sutter. Am 22. April kamen Branciforte, Calaveras, Coloma, Colusi, Marin, Mendocino, Napa, Trinity und Yuba hinzu, und Benicia wurde umbenannt in Solano, Coloma in El Dorado, Fremont in Yolo, Mt. Diablo in Contra Costa, San Jose in Santa Clara, Oro in Tuolumne und Redding in Shasta. Zu den Aktionen der ersten Legislative Kaliforniens gehörte dann die weitere Umbenennung von Branciforte County in Santa Cruz, Colusi in Colusa und Yola in Yolo.
Das jüngste County Kaliforniens ist das Imperial County, das 1907 eingerichtet wurde.

## Tabelle
| County                 | FIPS-Code | County Seat     | Gegründet | Ursprung                                                                                     | Namensherkunft | EW-Zahl   | Fläche                    | Karte                                         |
| ---------------------- | --------- | --------------- | --------- | -------------------------------------------------------------------------------------------- | --- | --------- | ------------------------- | --------------------------------------------- |
| Alameda County         | 001       | Oakland         | 1853      | Teile von Contra Costa County und Santa Clara County.                                        | Ein spanisches Wort für eine Kerbe in einer Pappelart                                                                                 | 1.474.368 | 1.911 km² (738 sq mi)     | State map highlighting Alameda County         |
| Alpine County          | 003       | Markleeville    | 1864      | Amador County, El Dorado County, Calaveras County, Mono County, Tuolumne County.             | Alpen | 1.061     | 1.914 km² (739 sq mi)     | State map highlighting Alpine County          |
| Amador County          | 005       | Jackson         | 1854      | Calaveras County.                                                                            | Jose Maria Amador (1794–1883), Soldat, Rancher und Bergmann. Das Wort bedeutet Liebender auf Spanisch                                 | 38.238    | 1.536 km² (593 sq mi)     | State map highlighting Amador County          |
| Butte County           | 007       | Oroville        | 1850      | Eines der 27 ursprünglich errichteten Countys.                                               | Gebirgszug Sutter Buttes, von dem irrtümlich angenommen wurde, er liege innerhalb dieses Countys                                      | 220.337   | 4.248 km² (1.640 sq mi)   | State map highlighting Butte County           |
| Calaveras County       | 009       | San Andreas     | 1850      | Eines der 27 ursprünglich errichteten Countys.                                               | Calaveras River, dessen Name auf Spanisch Schädel bedeutet                                                                            | 46.843    | 2.642 km² (1.020 sq mi)   | State map highlighting Calaveras County       |
| Colusa County          | 011       | Colusa          | 1850      | Eines der 27 ursprünglich errichteten Countys.                                               | Aus zwei Landgaben Mexikos; Coluses (1844) und Colus (1845).                                                                          | 21.204    | 2.981 km² (1.151 sq mi)   | State map highlighting Colusa County          |
| Contra Costa County    | 013       | Martinez        | 1850      | Eines der 27 ursprünglich errichteten Countys.                                               | Spanisch für gegenüberliegende Küste, weil Contra Costa dem San Francisco County gegenüberliegt                                       | 1.029.703 | 1.865 km² (720 sq mi)     | State map highlighting Contra Costa County    |
| Del Norte County       | 015       | Crescent City   | 1857      | Klamath County.                                                                              | Spanisch für nördlich, weil es das nördlichste County ist                                                                             | 29.100    | 2.611 km² (1.008 sq mi)   | State map highlighting Del Norte County       |
| El Dorado County       | 017       | Placerville     | 1850      | Eines der 27 ursprünglich errichteten Countys.                                               | vom mythischen Eldorado, da das Gebiet eine wesentliche Rolle im Goldrausch in Kalifornien einnahm.                                   | 176.075   | 4.434 km² (1.712 sq mi)   | State map highlighting El Dorado County       |
| Fresno County          | 019       | Fresno          | 1856      | Mariposa County, Merced County und Tulare County.                                            | Fresno Creek, Fresno bedeutet Esche auf Spanisch                                                                                      | 909.153   | 15.444 km² (5.963 sq mi)  | State map highlighting Fresno County          |
| Glenn County           | 021       | Willows         | 1891      | Colusa County.                                                                               | Hugh J. Glenn (1824–1883), Kalifornischer Geschäftsmann und Politiker                                                                 | 28.237    | 3.406 km² (1.315 sq mi)   | State map highlighting Glenn County           |
| Humboldt County        | 023       | Eureka          | 1853      | Trinity County.                                                                              | Humboldt Bay, nach Baron Alexander von Humboldt (1769–1859), Naturalist und Entdecker.                                                | 129.000   | 9.254 km² (3.573 sq mi)   | State map highlighting Humboldt County        |
| Imperial County        | 025       | El Centro       | 1907      | San Diego County                                                                             | Nach dem Imperial Valley, das seinen Namen von der Imperial Land Company hat                                                          | 163.972   | 10.813 km² (4.175 sq mi)  | State map highlighting Imperial County        |
| Inyo County            | 027       | Independence    | 1866      | Mono County und Tulare County.                                                               | Von einem indianischen Wort für wo der große Geist wohnt                                                                              | 17.136    | 26.397 km² (10.192 sq mi) | State map highlighting Inyo County            |
| Kern County            | 029       | Bakersfield     | 1866      | Los Angeles County und Tulare County.                                                        | Kern River, nach Edward Kern, Kartograf während der Expedition von General John C. Frémont 1845                                       | 800.458   | 21.088 km² (8.142 sq mi)  | State map highlighting Kern County            |
| Kings County           | 031       | Hanford         | 1893      | Tulare County.                                                                               | Kings River. | 149.518   | 3.600 km² (1.390 sq mi)   | State map highlighting Kings County           |
| Lake County            | 033       | Lakeport        | 1861      | Napa County.                                                                                 | Clear Lake (Kalifornien). | 64.866    | 3.258 km² (1.258 sq mi)   | State map highlighting Lake County            |
| Lassen County          | 035       | Susanville      | 1864      | Plumas County und Shasta County und des heute nicht mehr existierenden Lake County in Nevada | Peter Lassen (1800–1859), dänischer Entdecker                                                                                         | 34.574    | 11.805 km² (4.558 sq mi)  | State map highlighting Lassen County          |
| Los Angeles County     | 037       | Los Angeles     | 1850      | Eines der 27 ursprünglich errichteten Countys.                                               | Nach der Stadt Los Angeles | 9.862.049 | 10.515 km² (4.060 sq mi)  | State map highlighting Los Angeles County     |
| Madera County          | 039       | Madera          | 1893      | Fresno County.                                                                               | Spanisch für Holz oder Balken | 148.333   | 5.537 km² (2.138 sq mi)   | State map highlighting Madera County          |
| Marin County           | 041       | San Rafael      | 1850      | Eines der 27 ursprünglich errichteten Countys.                                               | Umstritten (siehe Artikel), vielleicht eine Verstümmelung von Marina, da es an der Bucht von San Francisco liegt.                     | 248.794   | 1.347 km² (520 sq mi)     | State map highlighting Marin County           |
| Mariposa County        | 043       | Mariposa        | 1850      | Eines der 27 ursprünglich errichteten Countys.                                               | Spanisch für Schmetterling | 17.976    | 3.758 km² (1.451 sq mi)   | State map highlighting Mariposa County        |
| Mendocino County       | 045       | Ukiah           | 1850      | Eines der 27 ursprünglich errichteten Countys.                                               | Cape Mendocino, vielleicht nach Antonio von Mendoza oder Lorenzo Suárez von Mendoza, Vizekönige von Neu-Spanien                       | 86.221    | 9.088 km² (3.509 sq mi)   | State map highlighting Mendocino County       |
| Merced County          | 047       | Merced          | 1855      | Mariposa County.                                                                             | Merced River, von Spanisch El Río de Nuestra Señora de la Merced, benannt bei einer Expedition von Gabriel Moraga.                    | 246.117   | 4.996 km² (1.929 sq mi)   | State map highlighting Merced County          |
| Modoc County           | 049       | Alturas         | 1874      | Siskiyou County.                                                                             | Modoc-Indianer. | 9.184     | 10.215 km² (3.944 sq mi)  | State map highlighting Modoc County           |
| Mono County            | 051       | Bridgeport      | 1861      | Calaveras County, Fresno County und Mariposa County.                                         | Mono Paiute, ein Indianerstamm | 12.774    | 7.884 km² (3.044 sq mi)   | State map highlighting Mono County            |
| Monterey County        | 053       | Salinas         | 1850      | Eines der 27 ursprünglich errichteten Countys.                                               | Monterey Bay. Aus den Spanischen Wörtern für monte (Hügel) und rey (König)                                                            | 408.238   | 8.604 km² (3.322 sq mi)   | State map highlighting Monterey County        |
| Napa County            | 055       | Napa            | 1850      | Eines der 27 ursprünglich errichteten Countys.                                               | Die Napans waren ein Indianerstamm | 133.433   | 1.953 km² (754 sq mi)     | State map highlighting Napa County            |
| Nevada County          | 057       | Nevada City     | 1851      | Yuba County.                                                                                 | Schneefall auf Spanisch | 97.118    | 2.481 km² (958 sq mi)     | State map highlighting Nevada County          |
| Orange County          | 059       | Santa Ana       | 1889      | Los Angeles County.                                                                          | Von der Zitrusfrucht, die zur Zeit der Gründung hier weiträumig angepflanzt war.                                                      | 3.010.759 | 2.046 km² (790 sq mi)     | State map highlighting Orange County          |
| Placer County          | 061       | Auburn          | 1851      | Sutter County und Yuba County.                                                               | Kleine Goldflocken, die hier während des Goldrauschs gefunden wurden.                                                                 | 341.945   | 3.893 km² (1.503 sq mi)   | State map highlighting Placer County          |
| Plumas County          | 063       | Quincy          | 1854      | Butte County.                                                                                | Plumas heißt Federn auf Spanisch. | 20.275    | 6.615 km² (2.554 sq mi)   | State map highlighting Plumas County          |
| Riverside County       | 065       | Riverside       | 1893      | San Bernardino County und San Diego County.                                                  | Die Stadt Riverside | 2.100.516 | 18.669 km² (7.208 sq mi)  | State map highlighting Riverside County       |
| Sacramento County      | 067       | Sacramento      | 1850      | Eines der 27 ursprünglich errichteten Countys.                                               | Sacramento River, nach dem spanischen Ausdruck für das Heiligste Sakrament (die Eucharistie)                                          | 1.394.154 | 2.502 km² (966 sq mi)     | State map highlighting Sacramento County      |
| San Benito County      | 069       | Hollister       | 1874      | Monterey County.                                                                             | Benedikt von Nursia, Benito ist eine Verkleinerungsform von Benedikt                                                                  | 54.699    | 3.597 km² (1.389 sq mi)   | State map highlighting San Benito County      |
| San Bernardino County  | 071       | San Bernardino  | 1853      | Los Angeles County.                                                                          | Bernhardin von Siena. San Bernardino ist das größte County der USA                                                                    | 2.015.355 | 51.960 km² (20.062 sq mi) | State map highlighting San Bernardino County  |
| San Diego County       | 073       | San Diego       | 1850      | Eines der 27 ursprünglich errichteten Countys.                                               | San Diego Bay, nach San Diego de Alcalá                                                                                               | 3.001.072 | 10.888 km² (4.204 sq mi)  | State map highlighting San Diego County       |
| San Francisco County   | 075       | San Francisco   | 1850      | Eines der 27 ursprünglich errichteten Countys.                                               | Franz von Assisi, Ordensgründer der Franziskaner                                                                                      | 808.976   | 122 km² (47 sq mi)        | State map highlighting San Francisco County   |
| San Joaquin County     | 077       | Stockton        | 1850      | Eines der 27 ursprünglich errichteten Countys.                                               | Heiliger Joachim, Vater Marias | 672.388   | 3.623 km² (1.399 sq mi)   | State map highlighting San Joaquin County     |
| San Luis Obispo County | 079       | San Luis Obispo | 1850      | Eines der 27 ursprünglich errichteten Countys.                                               | Spanischer Name von Bischof Ludwig von Toulouse                                                                                       | 265.297   | 8.557 km² (3.304 sq mi)   | State map highlighting San Luis Obispo County |
| San Mateo County       | 081       | Redwood City    | 1856      | San Francisco County.                                                                        | Spanischer Name des Evangelisten Matthäus                                                                                             | 712.690   | 1.163 km² (449 sq mi)     | State map highlighting San Mateo County       |
| Santa Barbara County   | 083       | Santa Barbara   | 1850      | Eines der 27 ursprünglich errichteten Countys.                                               | Barbara von Nikomedien | 405.396   | 7.091 km² (2.738 sq mi)   | State map highlighting Santa Barbara County   |
| Santa Clara County     | 085       | San Jose        | 1850      | Eines der 27 ursprünglich errichteten Countys.                                               | Klara von Assisi und die Missionsstation in Santa Clara                                                                               | 1.764.499 | 3.344 km² (1.291 sq mi)   | State map highlighting Santa Clara County     |
| Santa Cruz County      | 087       | Santa Cruz      | 1850      | Eines der 27 ursprünglich errichteten Countys.                                               | Die Stadt Santa Cruz | 253.137   | 1.155 km² (446 sq mi)     | State map highlighting Santa Cruz County      |
| Shasta County          | 089       | Redding         | 1850      | Eines der 27 ursprünglich errichteten Countys.                                               | Nach Mount Shasta, obwohl sich dieser eigentlich nicht darin befindet                                                                 | 180.214   | 9.806 km² (3.786 sq mi)   | State map highlighting Shasta County          |
| Sierra County          | 091       | Downieville     | 1852      | Yuba County.                                                                                 | Spanisch für Gebirgszug | 3.263     | 2.468 km² (953 sq mi)     | State map highlighting Sierra County          |
| Siskiyou County        | 093       | Yreka           | 1852      | Shasta County und Klamath County.                                                            | Siskiyou Mountain Range; Die Etymologie von Siskiyou ist umstritten                                                                   | 44.542    | 16.283 km² (6.287 sq mi)  | State map highlighting Siskiyou County        |
| Solano County          | 095       | Fairfield       | 1850      | Eines der 27 ursprünglich errichteten Countys.                                               | Die Solanos waren ein Indianerstamm                                                                                                   | 407.515   | 2.145 km² (828 sq mi)     | State map highlighting Solano County          |
| Sonoma County          | 097       | Santa Rosa      | 1850      | Eines der 27 ursprünglich errichteten Countys.                                               | Nach dem Ort Sonoma | 466.741   | 4.082 km² (1.576 sq mi)   | State map highlighting Sonoma County          |
| Stanislaus County      | 099       | Modesto         | 1854      | Tuolumne County.                                                                             | Benannt nach Häuptling Stanislaus, der in den 1820ern gegen die Mexikaner kämpfte                                                     | 510.694   | 3.872 km² (1.495 sq mi)   | State map highlighting Stanislaus County      |
| Sutter County          | 101       | Yuba City       | 1850      | Eines der 27 ursprünglich errichteten Countys.                                               | Johann August Sutter (1803–1880), Schweizer Pionier, seine Ranch hieß ursprünglich Nueva Helvetica, latinisierte Form für die Schweiz | 92.207    | 1.562 km² (603 sq mi)     | State map highlighting Sutter County          |
| Tehama County          | 103       | Red Bluff       | 1856      | Butte County, Colusa County und Shasta County.                                               | Arabismus im Spanischen, Bedeutung: Heiße Tiefländer                                                                                  | 61.550    | 7.643 km² (2.951 sq mi)   | State map highlighting Tehama County          |
| Trinity County         | 105       | Weaverville     | 1850      | Klamath County, eines der 27 ursprünglich errichteten Countys.                               | Trinity River, von Pierson B. Reading so benannt, da er glaubte, dieser würde ins Trinidad Bay fließen.                               | 14.317    | 8.234 km² (3.179 sq mi)   | State map highlighting Trinity County         |
| Tulare County          | 107       | Visalia         | 1852      | Mariposa County.                                                                             | Tulare Lake, ein ausgetrockneter See                                                                                                  | 426.276   | 12.494 km² (4.824 sq mi)  | State map highlighting Tulare County          |
| Tuolumne County        | 109       | Sonora          | 1850      | Eines der 27 ursprünglich errichteten Countys.                                               | Tuolomnes-Indianer | 55.644    | 5.791 km² (2.236 sq mi)   | State map highlighting Tuolumne County        |
| Ventura County         | 111       | Ventura         | 1872      | Santa Barbara County.                                                                        | Abkürzung von San Buenaventura, dem spanischen Namen von Bonaventura                                                                  | 797.740   | 4.781 km² (1.846 sq mi)   | State map highlighting Ventura County         |
| Yolo County            | 113       | Woodland        | 1850      | Eines der 27 ursprünglich errichteten Countys.                                               | Yolans-Indianer | 197.658   | 2.621 km² (1.012 sq mi)   | State map highlighting Yolo County            |
| Yuba County            | 115       | Marysville      | 1850      | Eines der 27 ursprünglich errichteten Countys.                                               | Die Yuba-Familie besaß Ländereien im Sacramento River Valley.                                                                         | 73.067    | 1.632 km² (630 sq mi)     | State map highlighting Yuba County            |

## Ehemalige Countys
- Klamath County wurde 1851 aus einem Teil von Trinity County ausgegliedert, 1874 wurde es in Humboldt County und Siskiyou County aufgeteilt, nachdem bereits 1857 Teile in Del Norte aufgegangen waren.
- Pautah County wurde 1852 aus einem Territorium erstellt, das eigentlich zu Nevada gehörte, da der Staat Kalifornien davon ausging, der Kongress würde das Land entsprechend umgliedern, was aber nicht geschah. Offiziell wurde das County, das nie existierte, 1859 wieder abgeschafft.